# Dennis Eagle
Dennis-Eagle Limited est un constructeur anglais de véhicules spéciaux destinés au ramassage des ordures ménagères. L'entreprise fait partie de Terberg RosRoca Group, leader mondial de la spécialité.

## Histoire

### Dennis Brothers Ltd
En 1895, les frères John Cawsey Dennis & Herbert Raymond Dennis créent la société Dennis Brothers à Guildford, dans le Surrey pour fabriquer les vélos. Trois ans plus tard, ils présentent leur premier tricycle à moteur et en 1899 leur première voiture, un quadricycle pouvant atteindre la vitesse folle de 16 km/h mais qui reste au stade du prototype.
- En 1903, ils présentent leur premier autobus et en 1908, leur premier camion de pompiers.
- En 1913, la société Dennis est cotée en bourse. Pour relancer leur activité, après la Première Guerre mondiale, Dennis se lance dans la construction de camions "municipaux" : balayeuses de rues, ramassage d'ordures ménagères, citernes d'eau potable etc...
- En 1970, après une période difficile, à la suite d'une augmentation de capital, la société Dennis Motor Holdings est créée.
- En mars 1972, Hestair Engineering rachète Dennis Motors Holdings[2] qui est renommée Dennis Motors[3]. La production de camions standards est arrêtée pour se concentrer sur les camions spéciaux et municipaux,
- Le 31 décembre 1977, Dennis Motors Ltd est renommé Hestair Dennis Ltd[3],
- le 10 décembre 1985, Hestair Dennis Ltd est renommé Dennis Specialist Vehicles Ltd et, le 3 février 1986, Hestair Specialist Vehicles Ltd[3],
- en mars 1989, Trinity Holdings rachète Hestair Specialist Vehicles Ltd qui est renommé Specialist Vehicles Ltd[3],
- en octobre 1997, Trinity est renommé Dennis Group,
- en juillet 1998, la société de capital risque américaine lance une OPA et rachète Dennis Group, sépare les activités, Dennis Fire - camions de pompiers, Dennis Bus qui fusionnera en 2004 avec Alexander Dennis et Plaxton pour former TransBus International et Dennis Eagle - camions bennes à ordures ménagères qui est vendu à l'espagnol Ros Roca SA.

### Eagle Engineering Co. Ltd
Eagle Engineering Company Limited, a été créé en 1907 à Warwick, dans les Midlands de l'Ouest, au centre ouest de l'Angleterre. La société fabriquait des moteurs fixes à combustion interne (huile et essence), des petits équipements agricoles et des véhicules "municipaux" : camions bennes à ordures ménagères et balayeuses à bas prix, parfois construits sur des châssis Dennis. Peu de temps après le début de la crise économique des années 1930, Eagle s'est orienté vers la construction de remorques routières et de semi-remorques. La société a changé plusieurs fois d'actionnaires au cours des années 1960.

### Dennis Eagle Ltd
L'histoire de Dennis Eagle débute à l'automne 1971, lorsque Hestair Group rachète Yorkshire Vehicles Ltd et Eagle Engineering Co. Six mois plus tard, Hestair rachète Dennis Motor Holdings qui sont regroupés dans la division Véhicules Spéciaux de Hestair Engineering. Les camions "municipaux" sont fabriqués à Warwick par Hestair Eagle et Yorkshire Vehicles, les châssis par Dennis à Guildford et les cabines à Blackpool.
En 1973, Hestair crée une division spécifique "Véhicules Environnementaux" pour ses activités de gestion des déchets. En 1985, la production des châssis pour camions municipaux est déplacée de l'ancienne usine Dennis de Guildford vers une nouvelle usine à Warwick qui fabrique aussi les matériels de Hestair Eagle jusqu'alors construits dans l'usine de Saltisford. La nouvelle usine Dennis Eagle est le plus grand site de fabrication de véhicules à ordures ménagères d'Europe,,. En 1991, Dennis Eagle rachète les licences de la société Shelvoke & Drewry, spécialiste britannique des petits camions bennes à ordures ménagères en faillite.
À cette époque, Dennis Eagle représentait environ un tiers de la division Environmental Vehicles d'Hestair. À la suite de nombreux changements de propriété, passant successivement de Hestair à Trinity, puis à Dennis Group et enfin à Mayflower. En juillet 1999, Dennis Eagle est vendu à NatWest Equity Partners, une société britannique de capital risque qui revend Dennis Eagle en janvier 2004 à la banque d'investissements néerlandaise ABN Amro.
En 2007, Dennis Eagle est racheté par Ros Roca SA. Ros Roca SA et Terberg Environmental BV fusionnent en 2016, Terberg détenant la participation majoritaire. Les différentes sociétés du nouveau groupe conservent leur nom commercial.

## Modèles de véhicules
Les produits importants sont :
- Dennis Phoenix 1, en 1979,

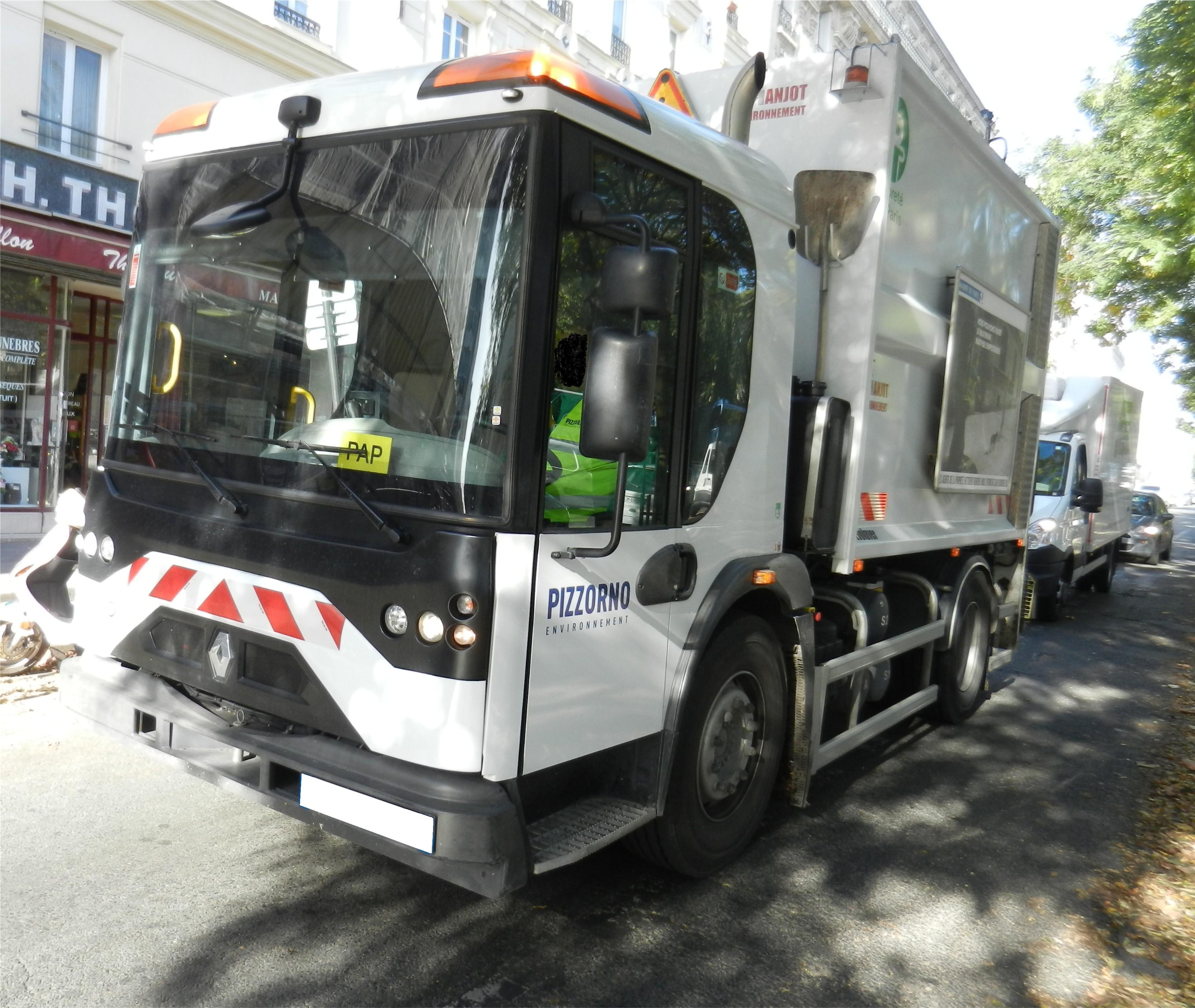
Renault Access - version rebadgée du Dennis Eagle Elite II

- Dennis Elite 1, en 1982, la première cabine à entrée basse du Royaume-Uni,
- Dennis Phoenix 2, en 2001,
- Dennis Elite 2, en 2003, gamme de camions allant du 4x2 jusqu'au 8x4[14].
- Renault Access - version rebadgée du Dennis Elite 2.